# Psilopogon viridis
Psilopogon viridis е вид птица от семейство Megalaimidae.

## Разпространение
Видът е разпространен в Индия.